# 太祖招撫扎海
「太祖招撫扎海」は、『滿洲實錄』に見える明万暦15年1587の戦役。
これに勝って洞ドン地方を支配下に収めた建州女直酋長ヌルハチ (後の清太祖) は、海西女直のハダからアミン･ジェジェ、その数箇月後に同じくイェヘからモンゴ･ジェジェ (清太宗ホン･タイジ生母) を娶り、女真におけるその影響力を強めた。

## 経緯

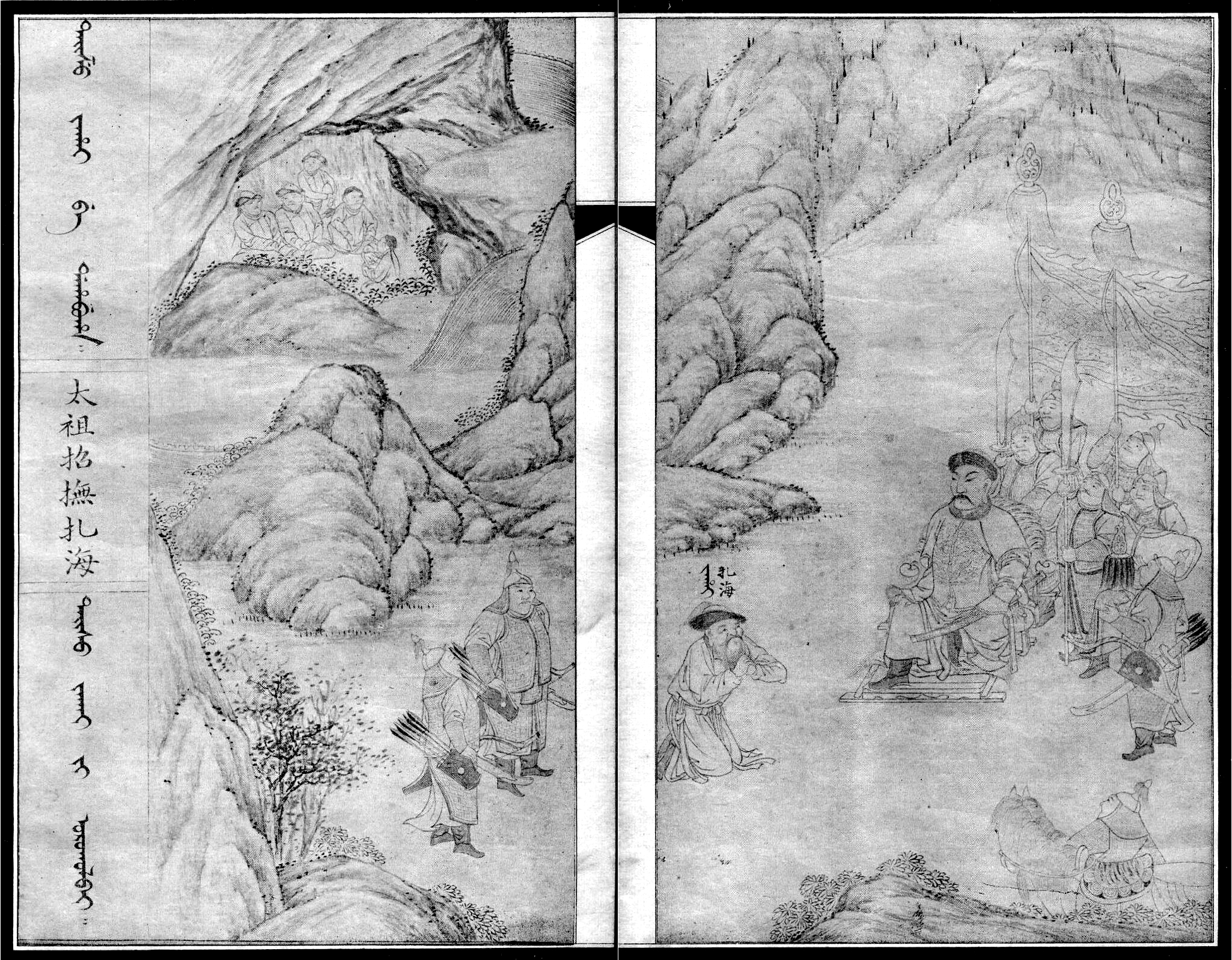
右：ヌルハチ^{中央}、ジャハイ^{左下} (『滿洲實錄』巻2「太祖招撫扎海」)

### 太祖扎海ヲ招撫ス
明万暦15年1587旧暦8月、建州女直酋長ヌルハチ (後の清太祖) は洞ドン城を攻め陥し、城主・扎海ジャハイを招降した。

### 太祖洞ノ野ニ於テ柳ヲ射ル

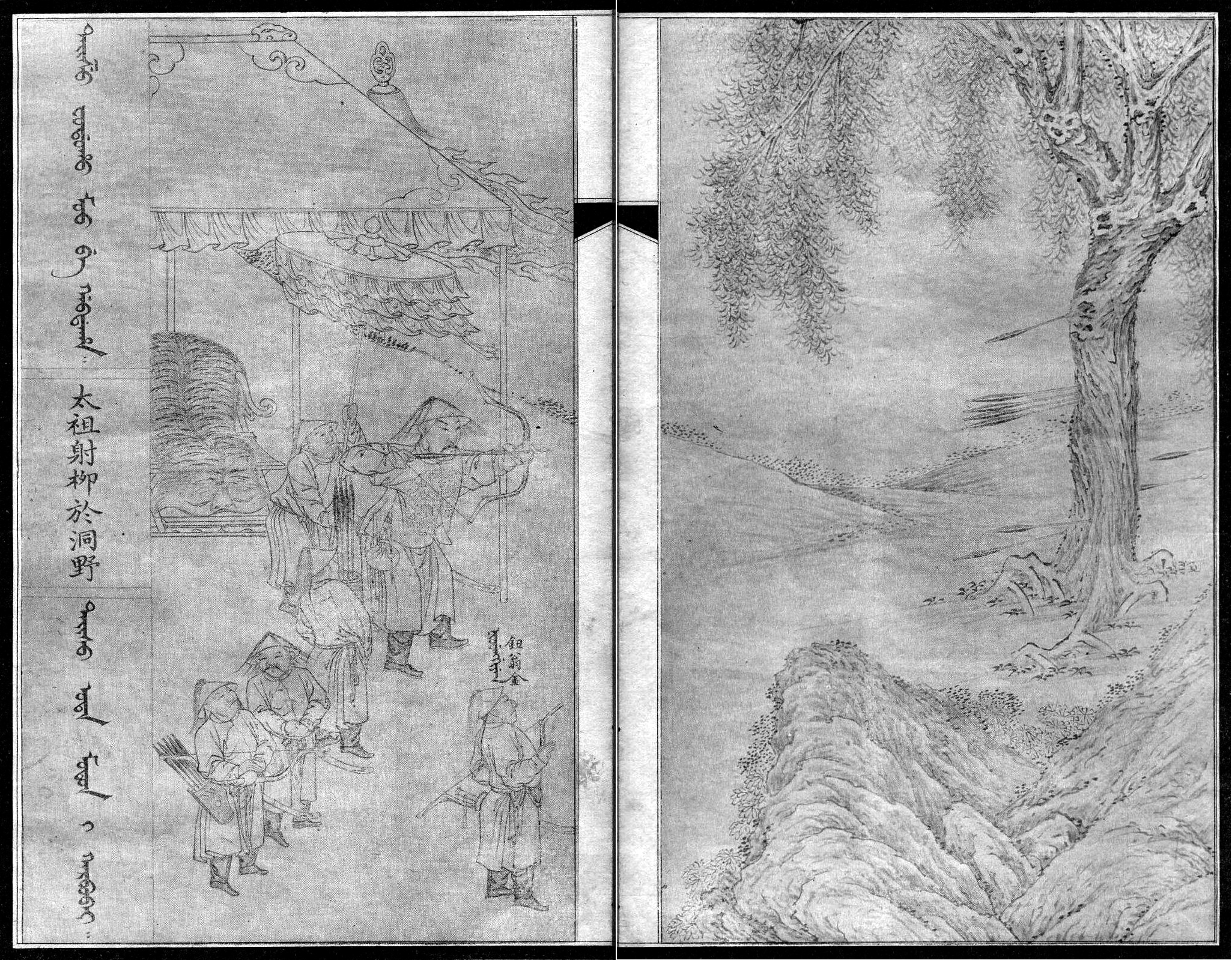
『滿洲實錄』巻2「太祖射柳於洞野」

明万暦16年1588旧暦4月、ハダ国主ベイレフルガンの娘アミン･ジェジェが帰順し、ヌルハチはこれを妻として迎えた。
アミン･ジェジェ一行が到着する前、ヌルハチが迎接の場である洞ドンの曠野に坐って待っていたところ、弓矢を携え馬に乗って通り過ぎた者があった。ヌルハチの扈従者曰く、その人物は董鄂ドンゴ部の鈕翁金ニョウェンギェンという者で、同部では右に出る者がいない弓矢の名手であった。ヌルハチは人を遣ってニョウェンギェンを呼び戻させ、弓矢の伎倆較べをもちかけた。前方100歩ほど離れたところに一株の柳の木がある、それに矢を命中させてみよ。ニョウェンギェンはその挑戦を受け、馬から下りると早速弓を引いた。五本放ち、中った矢は三本で、命中した位置は上下ばらばらであった。続いて、満を持してヌルハチが矢を放つと、五本立て続けに僅か五寸ほどの範囲にすべて命中し、鏃で抉られた部分が一塊落ちた。
周囲の者がヌルハチの神がかった伎倆に舌を巻いていた頃、アミン･ジェジェを連れてその実兄ダイシャン (後の第三代ハダ国主ベイレ) が到着し、ヌルハチは酒宴を設けて歓迎した。

## 考証
上述の如く、洞ドン城主・扎海ジャハイとの戦闘について『清實錄』は僅か数十文字の記載しかのこしていないが、明代の一部史料にはこの経緯について簡素ながら記述がみられる。扎海ジャハイなる人物は明代史料において「張海zhānghǎi」として現れ、清代初期の史料にみえるヌルハチによって征討された人物の中では、明代史料において見出せる初めての例とされる。
『萬曆武功錄』に拠れば、張海ジャハイは、勢力拡大を図って徐々に北方にも触手を伸ばし始めた奴兒哈赤ヌルハチに怨みを積らせていたが、命の危険を感じ、ついに一族を連れて南關ハダの都督・歹商ダイシャンの許へ亡命した。ヌルハチはダイシャンが張海ジャハイを匿ったことを怨み、時を同じくしてハダ討滅を目論んでいた北關イェヘの卜寨ブジャイ・那林孛羅ナリムブル兄弟らとともにダイシャン討伐を図った。
海西女直の安定のためにハダの国情安定を重視する明朝は、ハダを間に挟んで北のイェヘと南のヌルハチが連携する構造を解体しようと、ダイシャンに命じて張海ジャハイの身柄をヌルハチに引き渡させた。ヌルハチはこの機を逃さず、万暦16年1588旧暦4月にハダと姻戚関係を結んだ。その時ヌルハチが娶ったのがダイシャンの実妹アミン･ジェジェである。ハダとヌルハチの間に姻戚関係が生じると、同年9月にはイェヘもヌルハチと姻戚関係を結んだ。この時ヌルハチが娶ったのがナリムブルの妹モンゴ･ジェジェ、即ち後の清太宗ホン･タイジの生母である。さらにこれと前後してダイシャンは姉をイェヘのナリムブルに妻合わせ、ここに北關イェヘ・南關ハダ・建州マンジュの三重の政略的婚姻が成立した。そして翌17年、ヌルハチは明朝から都督僉事の職位を下賜され、女真における影響力をますます強めてゆく。

## 脚註

### 典拠
1. ↑  “丁亥歲萬曆15年1587 8月1日段308”. 太祖高皇帝實錄. 2
2. ↑  “丁亥歲萬曆15年1587 8月段38”. 滿洲實錄. 2
3. 1 2 3  “戊子歲萬曆16年1588 4月1日段310”. 太祖高皇帝實錄. 2
4. 1 2 3  “戊子歲萬曆16年1588 4月段39”. 滿洲實錄. 2
5. 1 2  “〈論説〉清の太祖興起の事情について”. 東洋学報 33 (2):  15-21. (1951).
6. 1 2  “東三邊2 (歹商列傳)”. 萬曆武功錄. 11. pp. 16-23
7. 1 2 3  “東三邊2 (奴兒哈赤列傳)”. 萬曆武功錄. 11. pp. 53-55
8. ↑  “萬曆17年1589 9月11日段63363”. 神宗顯皇帝實錄. 215

### 註釈
1. ↑  『滿洲實錄』では「與太祖爲妃」としているが、『manju i yargiyan kooli』では妃の意の「fujin」ではなく妻の意の「sargan」としている。『太祖高皇帝實錄』は「以女來歸……上納其女」とのみ記す。
2. ↑  張海と合わせて「色失」なる人物もみえる。色失は弟を殺害したために甥・英革に殺されたが、殺戮から逃れた色失の子・咬郎が「阿郎太」なる人物を頼って亡命した。この「阿郎太」がジェチェン部のアルタイ (→「額亦都克巴爾達」参照) と推定され、英革がヌルハチを頼ったことから、ヌルハチはアルタイを攻めて殺害した。

## 文献

### 實錄
＊中央研究院歴史語言研究所
『明實錄』
- 顧秉謙, 他『神宗顯皇帝實錄』崇禎3年1630 (漢)

『清實錄』
- 編者不詳『滿洲實錄』乾隆46年1781 (漢) 
  - 『ᠮᠠᠨᠵᡠ ᡳ ᠶᠠᡵᡤᡳᠶᠠᠨ ᡴᠣᠣᠯᡳmanju i yargiyan kooli』乾隆46年1781 (満) ＊今西春秋訳版
    - 今西春秋『満和蒙和対訳 満洲実録』刀水書房, 昭和13年1938訳, 1992年刊
- 覚羅氏勒德洪『太祖高皇帝實錄』崇徳元年1636 (漢)

### 史書
- 瞿九思『萬曆武功錄』万暦40年1612 (漢) ＊國學文庫版
- 稻葉岩吉『清朝全史』上巻, 早稲田大学出版部, 大正3年1914
- 趙爾巽『清史稿』清史館, 民国17年1928 (漢) ＊中華書局版
- 孟森『清朝前紀』民国19年1930 (漢) ＊商務印書館版

### 論文
- 『東洋学報』33 (2) 1951, 和田 清「〈論説〉清の太祖興起の事情について」

### Web
- 栗林均「モンゴル諸語と満洲文語の資料検索システム」東北大学
- 「明實錄、朝鮮王朝実録、清實錄資料庫」中央研究院歴史語言研究所 (台湾)